# Thug in Thug Out
Albums par Hussein Fatal
Fatal
(2002) Born Legendary
(2009)
Albums par Young Noble
Soldier 2 Soldier
(2006) All Eyez on Us
(2008)
Thug in Thug Out est un album en collaboration d'Hussein Fatal et Young Noble (membres du groupe Outlawz), sorti le 11 septembre 2007.

## Liste des titres
| No  | Titre                                                      | Durée |
| --- | ---------------------------------------------------------- | ----- |
| 1.  | Intro                                                      | 0:48  |
| 2.  | Hella Bars                                                 | 4:27  |
| 3.  | If I Die Tonight                                           | 4:29  |
| 4.  | Gangsta Party, Pt. 2 (featuring Daz Dillinger)             | 3:26  |
| 5.  | Killa Kadaf                                                | 4:02  |
| 6.  | Where Will I Go (featuring E.D.I. et Matt Blaque)          | 4:13  |
| 7.  | Get It How I Get It                                        | 3:54  |
| 8.  | Get Money Get Bent                                         | 4:13  |
| 9.  | Streets Don't Change (featuring Erin Thompkins et Francci) | 3:36  |
| 10. | Can U But That? (featuring C-Bo)                           | 3:37  |
| 11. | Bitches on My Left                                         | 4:35  |
| 12. | Outlawz 4 Life                                             | 3:39  |
| 13. | Stay on Top of Ur Game (featuring Yukmouth)                | 4:01  |
| 14. | Keepin' It G (featuring Big Syke et G-Dub)                 | 4:28  |
| 15. | Turn Back Da Clock (featuring Kastro)                      | 3:47  |
| 16. | Outro                                                      | 0:33  |